# Avançon (Rhone, Eslex)
Der Avançon oder auch Avançon de Morcles und im letzten Abschnitt auch Pissechèvre ist ein rechter Nebenfluss der Rhone im Kanton Waadt. Er entwässert als Wildbach mit einem grossen Sohlgefälle einen Gebirgsabschnitt nordwestlich der Dent de Morcles und bei der Ortschaft Morcles.
Der Flussname Avançon wird auf das gallische Wort aventia (Bach, Quelle) zurückgeführt; den gleichen Namen hat auch der wenig nördlich liegende Fluss Avançon in Bex. Als Pissechèvre wird eine auffällige Kaskade am Unterlauf des Baches bezeichnet.

## Geographie
Der Avançon entspringt auf dem Gebiet der Gemeinde Lavey-Morcles unter der Westwand der Roche Champion und unterhalb des Bergübergangs Col des Martinets. Er stürzt in nordwestlicher Richtung in einer Runse mehrere hundert Meter über die steile Bergflanke zur Alp Au de Morcles hinunter und nimmt dabei mehrere kleine Quellbäche auf. Unterhalb der Alpweiden fliesst der Wildbach in einem steilen Tobel durch das Waldgebiet oberhalb von Morcles. Sein Lauf wendet sich nach und nach in die westliche Richtung und bei Morcles gegen Südwesten. Bei Morcles überquert die Strasse vom Tal in das Dorf und zum Waffenplatz Dailly der Schweizer Armee den Bachgraben. Kurz danach mündet ein kleiner Seitenbach aus der Ortschaft in den Avançon, der dann durch eine unwegsame Schlucht mit grossem Gefälle zur Rhoneebene hinunterfliesst. Dort wird er nochmals von der Morcles-Strasse überquert und mündet nach einem kurzen Weg durch die flache Auenlandschaft in die Rhone, die auf diesem Flussabschnitt nur wenig Wasser führt, weil im Bergesinnern unter dem Avançon der Zulaufstollen zum Kraftwerk Lavey verläuft.

## Pissechèvre
Im unteren Bereich der steilen Felspassage stürzt der Bach über hohe Wasserfälle. Die Erscheinung des starken Wasserstrahls bei einem davon führte zur bildlichen Namensgebung Pissechèvre (deutsch «Ziegenpisse»), die einen Vergleich mit dem grösseren Wasserfall Pissevache auf der gegenüberliegenden Talseite schafft. Die Namen der Wasserfälle gehen so wie verwandte Benennungen, zum Beispiel beim Pichoux im Kanton Bern, auf vlat. pissiare zurück.
Die Umgebung des Wasserfalls ist wegen der anspruchsvollen Kletterrouten über die Pissechèvre-Felszinnen bei Bergsteigern bekannt. Die Pissechèvre-Schlucht unterhalb von Morcles wird für Canyoning-Touren begangen.